# براندون ميتشيل
براندون ميتشيل (بالإنجليزية: Brandon Mitchell)‏ هو لاعب كرة قدم أمريكية أمريكي، ولد في 19 يونيو 1975 في أبفيل في الولايات المتحدة.